# هيروكي أوتشيدا
هيروكي أوتشيدا (باليابانية: 内田大貴؛ بالكانا: ウチダ ヒロキ) هو لاعب كرة قدم ياباني في مركز الهجوم، ولد في 15 ديسمبر 1990 في تشيبا في اليابان. لعب مع هواتشيباتو ويوكوهاما إف مارينوس ويوكوهاما.

## وصلات خارجية
- هيروكي أوتشيدا على موقع رابطة كرة القدم اليابانية للمحترفين (اليابانية)
- هيروكي أوتشيدا على موقع قاعدة بيانات كرة القدم.إي يو (الإنجليزية)
- هيروكي أوتشيدا على موقع Soccerway.com (الإنجليزية)